# Kaypro

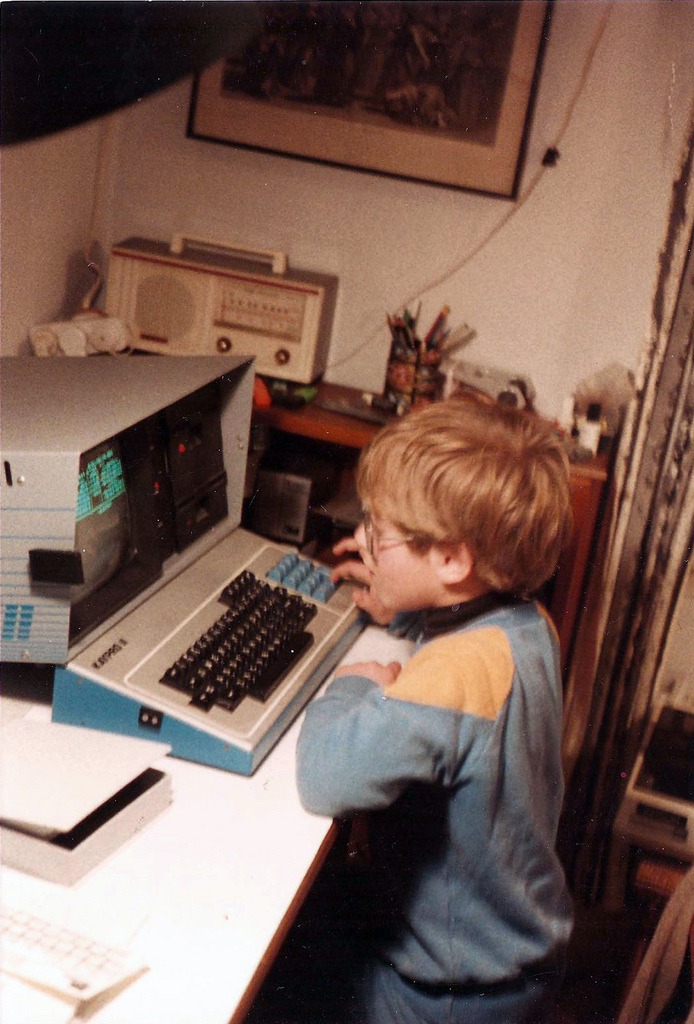
Kaypro II, 1984

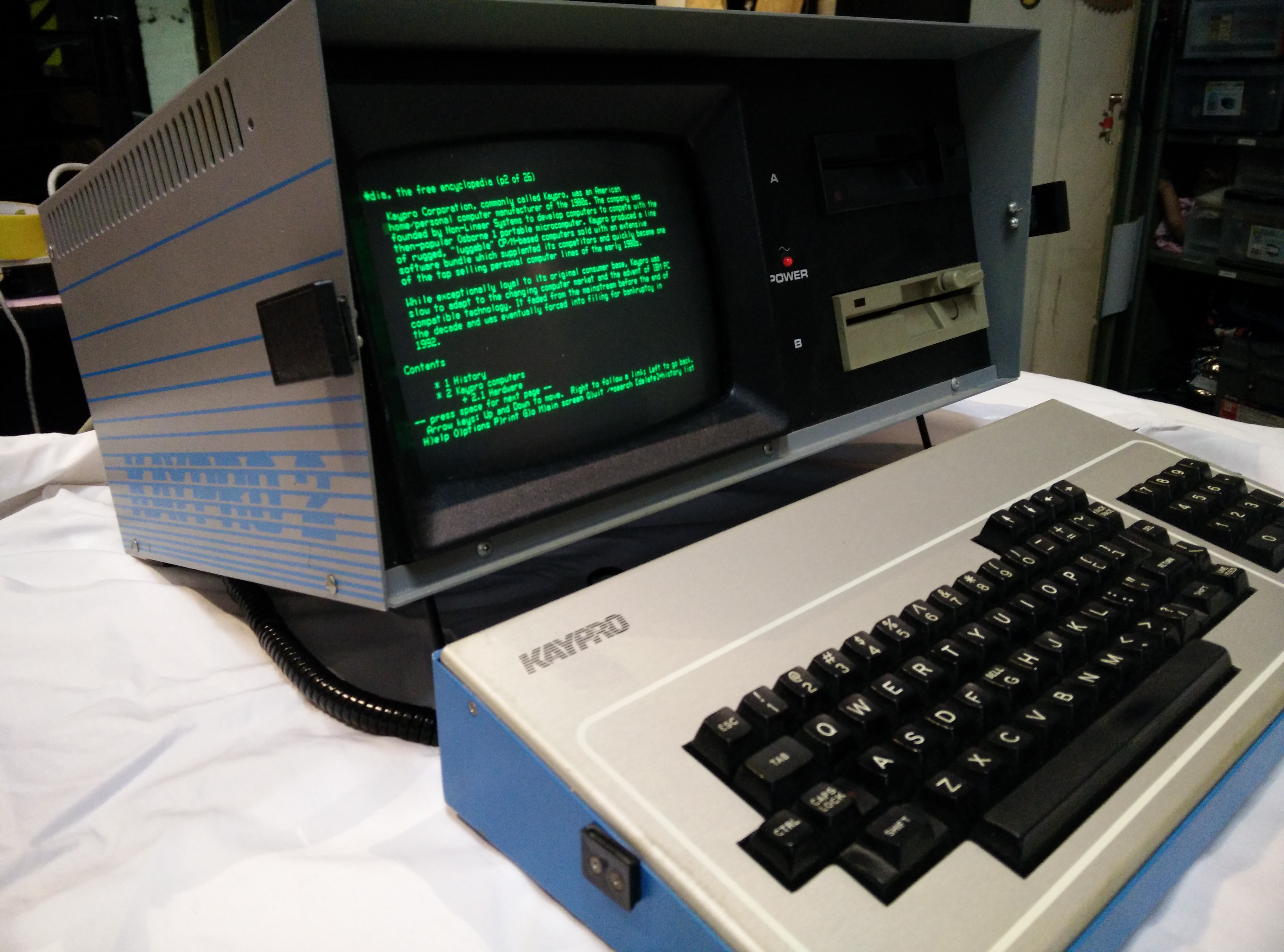
Kaypro 2

Kaypro Corporation, meist kurz Kaypro genannt, war ein amerikanischer Hersteller tragbarer Computer ab den frühen 1980er Jahren. Die Firma war von der Elektronik-Firma Non-Linear Systems (NLS) unter Vorsitz von Andrew Kay gegründet worden, um auf dem neu entstehenden Markt der tragbaren Computer in Konkurrenz zu Modellen wie dem Osborne 1 zu treten.
Kaypro stellte Computer mit strapazierfähigem Aluminiumgehäuse in Quaderform her, die inklusive Softwarepaket relativ preisgünstig verkauft wurden. So gelang es der Firma, mit ihren Modellen Kaypro II und Kaypro 4 in relativ kurzer Zeit, hohe Verkaufszahlen im Bereich der tragbaren Computer unter dem Betriebssystem CP/M zu erreichen. Als Kaypro 10 war auch ein Gerät mit einer 10-Megabyte-Festplatte im Angebot. Relativ spät folgte der Kaypro 16 mit Intel 8088 CPU und dem Betriebssystem MS-DOS.
Allerdings hatte Kaypro zu träge auf die Veränderung des Marktes hin zu IBM-PC-kompatiblen Systemen reagiert. Damit rutschte Kaypro bis zum Ende der 1980er Jahre stark in der Marktposition ab. Im März 1990 wurde über Kaypro das Konkursverfahren (Chapter 11) und im Juni 1992 schließlich das Liquidationsverfahren eröffnet (Chapter 7).
Der Firmensitz der Kaypro Corporation war in Solana Beach, Kalifornien (533 Stevens Avenue, Solana Beach, CA 92075, USA). Die Gebäude (Verwaltung und Produktion) wurden von Janice Batter Kay, der Tochter von Andrew Kay, entworfen und in den Jahren 1983–1985 neu gebaut. Der umfangreiche Gebäudekomplex musste aber schon 1989 an eine Immobiliengesellschaft verkauft werden, um Geld für den Abbau der Schulden zu beschaffen. 1990 erfolgte dann der Umzug der Kaypro Corporation nach Carlsbad, Kalifornien. Nur das Tochterunternehmen NLS verblieb vorerst in Solana Beach.

## Modelle
- Kaycomp II: Das erste Produkt, der Kaycomp II, wurde der breiten Öffentlichkeit auf der siebten West Coast Computer Messe vom 19. bis 21. März 1982 in San Francisco vorgestellt.[5][6] Dieses Modell hatte noch eine gewisse Ähnlichkeit mit dem Osborne 1.[7] Der 9"-Monitor war in der Mitte und die beiden Diskettenlaufwerke links und rechts davon vertikal angeordnet. Dieses erste Modell war möglicherweise nur ein Vorführmodell und wurde nie verkauft. Im Juli 1982 wurde aber schon ein neues Modell, ebenfalls unter der Bezeichnung Kaycomp II, in den einschlägigen Fachzeitschriften beworben und für den Preis von $1.795 angeboten. Dieses Modell hatte beide Diskettenlaufwerke, ebenfalls vertikal und in voller Bauhöhe, jedoch rechts vom Bildschirm angeordnet.[8]

## Technik
Der Kaypro 4 verfügte über einen 9″-Monitor (monochrom, grün) mit 24 Zeilen und je 80 Zeichen bzw. 160×100 Pixel. Die Tastatur hatte ein Tastenfeld mit Schreibmaschinenlayout und einen separaten Ziffernblock. Das Gewicht betrug rund 14 kg.
Technische Daten: Z80-CPU mit 4 MHz (daher der Name Kaypro 4) und ROM-Typ 81-292-A, zwei SS/DD 5,25″-Diskettenlaufwerke mit je 390 KB Kapazität, eine serielle RS-232- und eine parallele IEEE-1284-Schnittstelle. Er konnte mit einer +88-Zusatzkarte nachgerüstet werden, die mit einem Intel 8088 CPU und 256 KB RAM bestückt war, und so war es auch möglich, MS-DOS zu verwenden. Der Kaypro konnte auch mit spezieller Software/Hardware zusätzlich bestückt werden, um verschiedene Mess- und Regeltechnikaufgaben zu übernehmen.

## Handbücher
- Anwender Handbuch Kaypro 4/1984 (deutsch)
- CP/M-Betriebssystem-Handbuch (englisch)
- CP/M und Leistungsmerkmale-Einrichtungen (deutsch)
- Wordstar 3.0 Handbuch (deutsch)
- Wordstar 3.0 Trainingshandbuch (deutsch)
- Das Wort Plus (deutsch)
- Microsoft Basic-Benutzerhandbuch (englisch)
- Microsoft Basic Quick Reference (englisch)
- S-Basic (englisch)
- C-Basic-Referenz-Handbuch (englisch)
- SuperCalc Benutzerhandbuch & Referenzhandbuch 1.2, November 1983 (englisch)
- Relationales Datenbanksystem dBASE II (deutsch)
- Super-Data Interchange-Benutzerhandbuch & Referenzhandbuch 1.13, September 1983 (englisch)